# Falls of Lochay
Die Falls of Lochay sind ein Wasserfall in der Region Stirling im Norden von Schottland, der im unteren Teil des Tales Glen Lochay liegt. Durchflossen wird er durch den Lochay, der im Westen nördlich von Crianlarich entspringt und im Osten, bei Killin, in den See Loch Tay mündet. Die Falls umfassen mehrere Stufen, sie werden gerne von Leuten besucht, die Kanufahrten im Wildwasser machen. Parallel wurde eine Fischschleuse erbaut, die Lachsen das Erreichen der Plätze zur Eiablage ermöglichen sollen.